# Stadium Arcadium
Stadium Arcadium is het negende album van de Red Hot Chili Peppers. De releasedatum voor Noord-Amerika was 9 mei 2006, voor Japan was het 10 mei 2006, voor enkele landen in Europa waaronder ook Nederland en België was het 5 mei en voor de rest van de wereld 8 mei. "Stadium Arcadium" werd in 2007 bekroond met Grammy Awards voor "Best Rock Album" en "Best Boxed Set or Special Limited Edition Package". De single Dani California werd verkozen als "Best Rock Song" en "Best Rock Performance by a Duo or Group with Vocal". Ook producer Rick Rubin viel in de prijzen: hij werd "Producer of the Year" met 6 albums, waar Stadium Arcadium er een van is.

## Geschiedenis
Oorspronkelijk zou "Stadium Arcadium" een trilogie van albums worden, die om de zes maanden zouden worden uitgebracht. Dat zei frontman Anthony Kiedis in een interview. Maar van dat idee werd afgestapt en er werd beslist om er een dubbelalbum van te maken met 28 nummers. De 10 nummers die dan overblijven, zouden als bonustracks bij verschillende edities van het album worden gevoegd. Ook dit idee werd niet uitgevoerd: de nummers werden gewoon als bonustracks bij de singles gevoegd.
Het album is ook verkrijgbaar als gelimiteerde editie. Deze 'black box' bevat naast de 28 nummers een DVD met de video "Dani California", een "making of the video", een uur lang durend interview, een boekje van 28 pagina's, illustraties door de band zelf en "speciale space-age ontdekkingen".
De Belgische winkelketen Bilbo opende reeds op donderdagnacht (4 mei) om 24u de deuren om alle fans zo snel mogelijk hun album te bezorgen.

## Singles
De eerste single van het album is het nummer Dani California. Deze "Dani" is dezelfde persoon als over wie werd gezongen in het nummer By The Way en ook de "teenage bride with a baby inside" van het nummer Californication en uiteindelijk ook als secretaresse in de serie californication. Volgens Anthony Kiedis is "Dani" een representatief voorbeeld van alle vrouwen die hij is tegengekomen in zijn leven. Het nummer werd wereldwijd op radio uitgebracht op 3 april 2006. De video volgde enkele dagen/weken later.
De tweede single van dit album is Tell Me Baby en werd in Nederland uitgebracht op 14 juli 2006. De video is dan al enkele dagen te zien op de verschillende muziekzenders. De originele versie van de videoclip bevat een gedeelte vooraf aan de video waar verschillende mensen hun zegje doen, maar dit gedeelte wordt steevast overgeslagen wanneer de video wordt uitgezonden op de televisie.
Op 18 augustus 2006 kondigde een Amerikaans radiostation aan dat de derde single Snow ((Hey Oh)) op 3 oktober 2006 zou worden uitgebracht. Uiteindelijk bleek die datum niet te kloppen: Snow werd pas op 17 november 2006 uitgebracht.
Als vierde single ging in Europa Desecration Smile uitkomen en in de VS Hump De Bump. Maar later werd Desecration Smile toch als vierde internationale single gekozen. Die kwam uit op 23 februari. Ook Hump de Bump werd uiteindelijk de vijfde internationale single die uitkwam op 7 april.
De zesde single wordt Charlie. Voor het eerst mochten fans (uit de Verenigde Staten, Duitsland, Australië, het Verenigd Koninkrijk, Canada en Zweden) zelf een videoclip maken en insturen. De beste werd daarvan uitgekozen en is bestempeld tot officiële clip.
Enkele oorspronkelijke titels zijn veranderd, namelijk: Ghost Dance (Hump De Bump'), Early Eighties (Strip My Mind) en "Talking Heads song" ("Turn it again").

## Tracklist

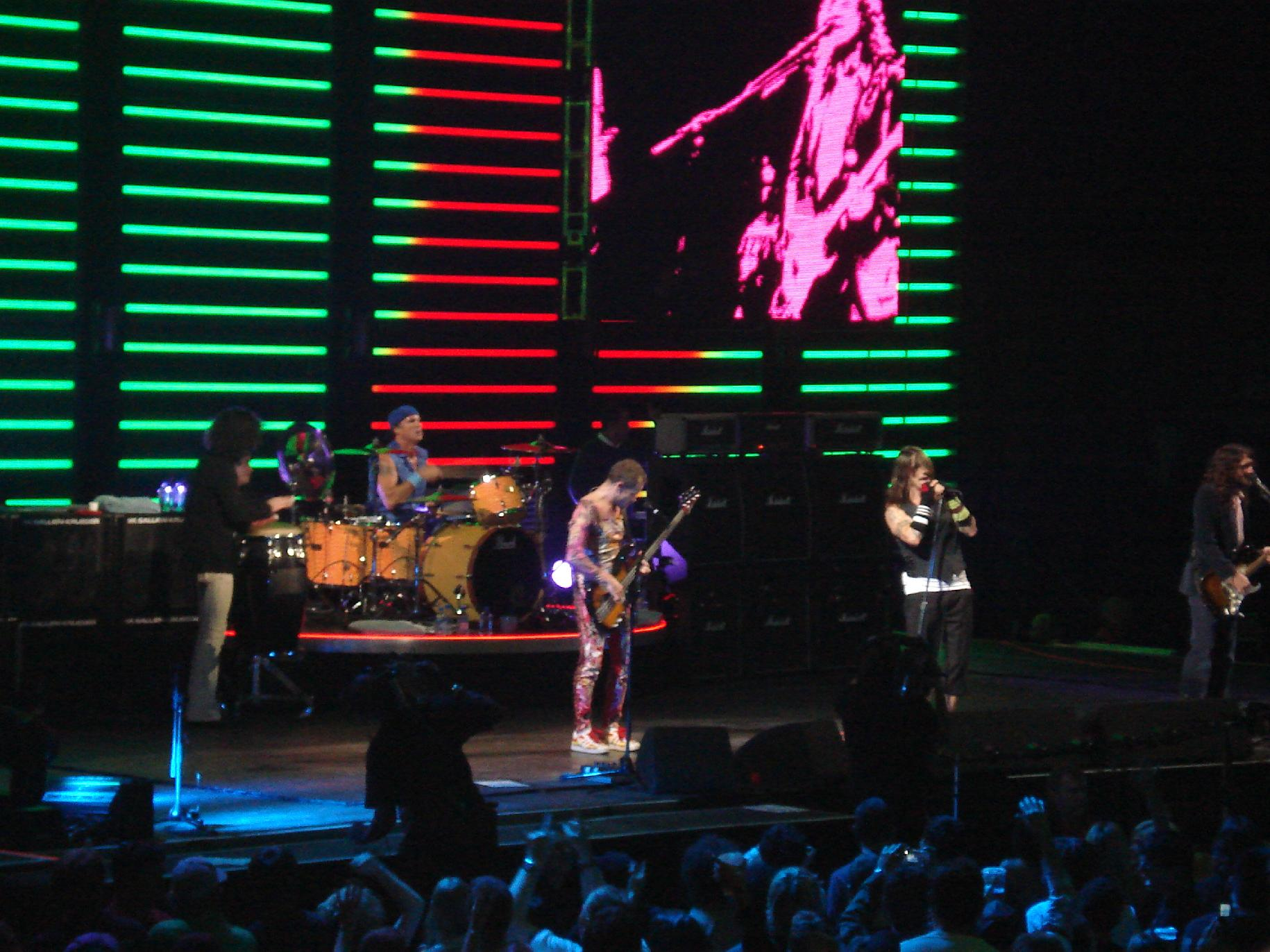
Stadium Arcadium optreden in het Air Canada Centre, Toronto

De officiële tracklist is als volgt:
Disc 1: Jupiter
1. Dani California
2. Snow ((Hey Oh))
3. Charlie
4. Stadium Arcadium
5. Hump de Bump
6. She's Only 18
7. Slow Cheetah
8. Torture Me
9. Strip My Mind
10. Especially in Michigan
11. Warlocks
12. C'mon Girl
13. Wet Sand
14. Hey

Disc 2: Mars
1. Desecration Smile
2. Tell Me Baby
3. Hard to Concentrate
4. 21st Century
5. She Looks to Me
6. Readymade
7. If
8. Make You Feel Better
9. Animal Bar
10. So Much I
11. Storm in a Teacup
12. We Believe
13. Turn It Again
14. Death of a Martian

## Prijzen
"Stadium Arcadium" heeft een EMA gekregen voor het beste album.

In 2007 won het de Grammy Awards voor "Best Rock Album" en "Best Boxed Set or Special Limited Edition Package". De single Dani California werd verkozen als "Best Rock Song" en "Best Rock Performance by a Duo or Group with Vocal". Producer Rick Rubin werd "Producer of the Year" met 6 albums, waar Stadium Arcadium er een van is.